# Eschiva de Bures
Eschiva de Bures (? - 1187), coneguda com la senyora de Tiberíades fou princesa de Galilea, vassalla del Regne de Jerusalem. Filla d'Elinard de Bures i Ermengarda d'Ibelin, es va casar el 1159 amb Gauthier de Fauquembergues o Gautier de Saint-Omer, castlà de Saint-Omer, amb qui va tenir cinc fills, Hug de Tiberíades, Guillem de Saint-Omer, Otó de Saint-Omer, Raul de Tiberíades i Eschiva de Saint-Omer. Es va tornar a casar el 1174 amb Ramon III de Trípoli, amb qui no va tenir fills. La Comtessa va resistir a Saladí en el Setge de Tiberíades després de la derrota del Regne de Jerusalem a la batalla de Hattin fins que finalment va ser autoritzada a abandonar la fortalesa amb la seva família, seguidors i pertinences. Ramon III de Trípoli, tot i haver escapat amb vida de la batalla, va morir més tard, el 1187, de pleuresia.